# Gatunek agamiczny
Określenie gatunek agamiczny (agamospecies; starogr. a – bez/nie, γάμος, gámos – gody) ma dwa znaczenia:
1. biologia: gatunek złożony z osobników rozmnażających się wyłącznie bezpłciowo (nie rozmnażający się płciowo[1]). Do gatunków agamicznych zalicza się większość wiciowców zwierzęcych, orzęsków i korzenionóżek.
2. w botanice – gatunek złożony z populacji apomiktycznych.